# زکریاکوی (آردانوچ)
زکریاکوی (به ترکی استانبولی: Zekeriyaköy) یک منطقهٔ مسکونی در ترکیه است که در آردانوچ واقع شده‌است. زکریاکوی ۴۹ نفر جمعیت دارد.